# 企業内教育
企業内教育（きぎょうないきょういく）は、企業が従業者に対して行う教育のことである。企業内研修、人材育成、人材開発、社員教育、社員研修、社員教習など、呼称はさまざまである。

## 概要
企業内教育は、従業者（従業員、役員、派遣社員）に対して業務に求められる能力を向上させるための教育と、従業者のマインド面に変化を起こさせるために行われるものとに大別される。
前者はさらに、「知識」や「技能（スキル）」を付与するための、いわゆるインプットタイプの教育と、従業者に内在している知識や技能を引き出して成功パターンを導き出すようなアウトプットタイプの教育に大分される。
一概に教育とはいってもその実施のされ方は様々であるが、SD（セルフディベロップメント＝自己啓発）、OJT（オン・ザ・ジョブ・トレーニング＝仕事上指導）、OffJT（オフ・ジェイティ＝集合研修）が一般に「教育の3本柱」と言われることがある。
このうち教育の中心となるべきはOJTで、あとの2つはそれの補完的なものという説も有力である。ただしOJTの実施主体者が、教育対象者の直属の上司である場合が多く、「上司側の教える力量不足」については、企業・組織の永年の課題である。

## 企業内教育の内容

### 講習会
- 特徴
  - 従業者が対象になるわけであるから、業務に関連した内容がほとんどである。
  - 多数の受講者を一室に集め行う。職場で行う場合もあるし、職場以外の場所で行う場合もある。
  - 講師は外部に委託することもあるし、企業内部の者が講師を務めるときもある。

- 多くの企業で行われているもの
  - TWI研修
  - MTP研修
  - 接遇教育

### 通信教育
- 通信教育の場合、複数のプランが用意され、従業者が選択して行うことが多い（半強制的におこなう場合もある）。
- 通信教育の費用は、従業者の自己負担の場合が多い。助成金が出る場合もある。

### 本を活用した教育
- 長寿企業においては会社の理念を教育するために社史を活かすケースがある[1]。

### 武道・体育
講談社の創業者野間清治は社員教育に剣道を奨励しており、社有の剣道場「野間道場」を設立した。

### 報道等によって賛否が問われたもの
- リストラ教育
- 日勤教育

## 企業内教育の理念
企業内教育は、従業者が業務を適正にこなせるようにするものである。しかし、まれに自主退職などの形で従業者を辞めさせるべく精神的に追い込むために、難題など無理な条件を提示したり、無味乾燥な作業に従事させることを「教育」と称し、リストラ対象とされた従業者を苦しめる行為も報道され、社会問題として問題視された例もある。
本来、従業者の能力向上を目的として行われる企業内教育であるが、これら問題視される実質的な従業者いじめ等では他の従業者にもストレスやフラストレーションを与えかねない部分がある。従業者が業務を行うにあたっての姿勢や業務処理の方向性については、現場の問題でもあるため、従業者の意見を尊重した方が良い結果を生むことも多い一方、組織統制の必要から従業者の自主性や主体性が十分に尊重できない例もある。

## 注
1. ↑  浅田厚志「成果を生み出す社史の作り方」SMBCコンサルティング2011年